# 1666
| [ Edytuj tabelę ]              | |
| Król Polski                    | - 1648 Jan Kazimierz 1668 |
| Współksiążęta Andory           | - 1664 Melcior Palau i Bosca 1670 - 1643 Ludwik XIV 1715                                                                             |
| Król Anglii i Szkocji          | - 1660 Karol II 1685 |
| Elektor Bawarii                | - 1651 Ferdynand Maria 1679 |
| Elektor Brandenburgii          | - 1640 Fryderyk Wilhelm 1688 |
| Sułtan Brunei                  | - 1660 Abdul Mubin 1673 |
| Cesarz Chin                    | - 1661 Kangxi 1722 |
| Król Czech                     | - 1657 Leopold I Habsburg 1705 |
| Król Danii                     | - 1648 Fryderyk III 1670 |
| Dalajlama                      | - 1617 Lobsang Gjaco 1682 |
| Cesarz Etiopii                 | - 1632 Fasiledes 1667 |
| Król Francji                   | - 1643 Ludwik XIV 1715 |
| Król Hiszpanii                 | - 1665 Karol II 1700 |
| Landgraf Hesji-Kassel          | - 1663 Wilhelm VII Heski 1670 |
| Stadhouder Holandii            | - 1650 pierwszy okres bez stadhoudera 1672                                                                                           |
| Szach Iranu                    | - 1642 Abbas II 1666 - 1666 Safi II 1694                                                                                             |
| Państwo Wielkich Mogołów       | - 1658 Aurangzeb 1707 |
| Król Irlandii                  | - 1660 Karol II Stuart 1685 |
| Cesarz Japonii                 | - 1663 Reigen 1687 |
| Kalif                          | - 1648 Mehmed IV 1687 |
| Patriarcha Konstantynopola     | - 1665 Parteniusz IV 1667 |
| Władca Korei                   | - 1659 Hyŏnjong 1674 |
| Książę Kurlandii i Semigalii   | - 1642 Jakub Kettler 1682 |
| Książę Liechtensteinu          | - 1627 Karol Euzebiusz 1684 |
| Sułtan Maroka                  | - 1666 Maulaj Raszid 1672 |
| Książę Monako                  | - 1662 Ludwik I 1702 |
| Król Nawarry                   | - 1643 Ludwik XIV 1710 |
| Król Norwegii                  | - 1648 Fryderyk III 1670 |
| Sułtan Omanu                   | - 1649 Sultan I ibn Sajf 1688 |
| Elektor Palatynatu             | - 1648 Karol I Ludwik 1680 |
| Papież                         | - 1655 Aleksander VII 1667 |
| Książę Parmy i Piacenzy        | - 1646 Ranuccio II 1694 |
| Król Portugalii                | - 1656 Alfons VI 1683 |
| Książę w Prusach               | - 1640 Fryderyk Wilhelm Wielki Elektor 1688                                                                                          |
| Car Rosji                      | - 1645 Aleksy I 1676 |
| Cesarz Rzymski (niemiecki)     | - 1658 Leopold I Habsburg 1705 |
| Kapitanowie Regenci San Marino | - 1665 Carlo Tosini Sforza Cionini 1666 - 1666 Giacomo Belluzzi Giambattista Tosini 1666 - 1666 Alessandro Belluzzi Pompeo Zoli 1667 |
| Elektor Saksonii               | - 1656 Jan Jerzy II Wettyn 1680 |
| Król Szwecji                   | - 1660 Karol XI 1697 |
| Król Tajlandii                 | - 1656 Narai 1688 |
| Sułtan Turków                  | - 1648 Mehmed IV 1687 |
| Doża Wenecji                   | - 1659 Domenico Contarini 1674 |
| Król Węgier                    | - 1655 Leopold I 1705 |
| Książęta Wirtembergii          | - 1628 Eberhard III 1674 |

Rok 1666 / MDCLXVI
stulecia: XVI wiek ~
XVII wiek ~
XVIII wiek

lata: 1656 «
1661 «
1662 «
1663 «
1664 «
1665 «
1666
» 1667
» 1668
» 1669
» 1670
» 1671
» 1676

## Wydarzenia w Polsce
- 6 stycznia – nad Zatoką Gdańską, a następnie na wodzie została stoczona, obserwowana przez rybaków, brutalna walka dwóch orłów. Według legendy od tego zdarzenia wzięło swą nazwę Orłowo (którego historia w rzeczywistości zaczyna się w roku 1829).
- Marzec – komendant twierdzy w Białej Cerkwi Jan Stachurski wypędził wojska moskiewskie z miasta Dymir.
- 17 marca – 4 maja – obrady Sejmu.
- 28 maja – 4 czerwca – 6 tys. żołnierzy moskiewskich pod dowództwem Piotra Izmaiłowa nieskutecznie oblega polską twierdzę w Białej Cerkwi.
- Lipiec – na Lewobrzeżu wybuchło kozackie powstanie przeciwko Rosjanom, wspierane przez Piotra Doroszenkę.
- Lipiec – Rosja proponuje zaprzestanie działań wojennych.
- 13 lipca – rokoszanie Lubomirskiego rozbili wojska królewskie w bitwie pod Mątwami. Doszło do rzezi armii koronnej.
- 31 lipca – w Łęgonicach zawarto ugodę pomiędzy królem i rokoszanami. Jan Kazimierz ogłosił powszechną amnestię dla uczestników rokoszu, zapowiedział wypłacenie żołdu armii i zobowiązał do nie podejmowania elekcji vivente rege. Lubomirskiego przywrócono do czci, ale nie oddano urzędów. Przywódca buntu miał udać się na wygnanie.
- 8 sierpnia – Jerzy Sebastian Lubomirski ukorzył się przed królem.
- 9 listopada – początek obrad Sejmu.
- 19 grudnia – wojna polsko-kozacko-tatarska: polska dywizja konna została rozgromiona w bitwie pod Ścianą i Braiłowem, co oznaczało zerwanie sojuszu z Tatarami i zwrócenie się przeciwko Polsce hetmana kozackiego Doroszenki.
- 23 grudnia – zerwany został kolejny sejm.

## Wydarzenia na świecie
- W kwietniu – wybuchła zaraza (dżuma) w Londynie, która pochłonęła 75-100 tys. ofiar.
- 4 czerwca – w Paryżu odbyła się premiera dramatu Mizantrop Moliera.
- 11–14 czerwca – II wojna angielsko-holenderska: bitwa morska czterodniowa w Cieśninie Kaletańskiej.
- 4-5 sierpnia – II wojna angielsko-holenderska: bitwa morska pod North Foreland.
- 2 września – w Londynie wybuchł wielki pożar. Rozpoczął się w domu piekarza Thomasa Farynora przy Pudding Lane niedaleko Mostu Londyńskiego. Pożar w ciągu 4 dni zniszczył 13 200 budynków, w tym Katedrę Św. Pawła. Wiadomo tylko o sześciu ofiarach.
- 15 listopada – po nieudanej próbie zdobycia Bremy, szwedzki feldmarszałek Carl Gustaf Wrangel został zmuszony do zawarcia pokoju w Habenhausen.
- 19 grudnia – Szwecja: założono Uniwersytet w Lund.
- 22 grudnia – Ludwik XIV założył Francuską Akademię Nauk.

## Urodzili się
- 15 marca – George Bähr, niemiecki architekt, budowniczy kościoła Maryi Panny w Dreźnie (zm. 1738)
- 19 kwietnia – Sarah Kemble Knight, amerykańska nauczycielka, pamiętnikarka (zm. 1727)
- 14 maja – Wiktor Amadeusz II – król Sardynii i Sycylii (zm. 1732)
- 18 czerwca – Joanna Delanoue, francuska zakonnica, założycielka Zgromadzenia św. Anny od Opatrzności Bożej, święta katolicka (zm. 1736)
- 6 września – Iwan V, car Rosji (zm. 1696)

- data dzienna nieznana: 
  - Jan Kazimierz de Alten Bokum, polski duchowny katolicki, biskup przemyski (zm. 1721)
  - Kiriśtof Smetana – szef policji carskiej

## Zmarli
- 20 stycznia – Anna Austriaczka, królowa francuska (ur. 1601)
- 22 stycznia – Szahdżahan, władca Imperium Mogołów w Indiach, znany z wybudowania monumentalnego mauzoleum zwanego Tadź Mahal (ur. 1592)
- 6 maja – Paul Siefert, niemiecki kompozytor (ur. 1586)
- 22 maja – Gaspar Schott, niemiecki fizyk, matematyk, filozof i jezuita (ur. 1608)
- 5 sierpnia – Johan Evertsen, admirał holenderski (ur. 1600)
- 29 października – James Shirley, angielski pisarz (ur. 1596)

## Święta ruchome
- Tłusty czwartek: 4 marca
- Ostatki: 9 marca
- Popielec: 10 marca
- Niedziela Palmowa: 18 kwietnia
- Wielki Czwartek: 22 kwietnia
- Wielki Piątek: 23 kwietnia
- Wielka Sobota: 24 kwietnia
- Wielkanoc: 25 kwietnia
- Poniedziałek Wielkanocny: 26 kwietnia
- Wniebowstąpienie Pańskie: 3 czerwca
- Zesłanie Ducha Świętego: 13 czerwca
- Boże Ciało: 24 czerwca